# A Lama
A Lama là một đô thị trong tỉnh Pontevedra, Galicia, Tây Ban Nha.